# El somni (Courbet)
El somni (Le Sommeil) és un quadre eròtic pintat per Gustave Courbet el 1866. És una pintura a l'oli sobre tela de 135 cm per 200 cm que representa una parella lesbiana, i també es coneix com Les dues amigues (Les Deux Amies) i Indolència i luxúria (Paresse et Luxure).

## Descripció
La pintura mostra dues dones despullades jacents abrçant-se eròticament sobre un llit, descansant després de l'acte sexual. L'escena se situa en un dormitori amb diversos mobles i teixits ornamentals. Al fons hi ha una cortina de vellut blau fosca i a la cantonada dreta una taula amb un gerro decoratiu. En primer pla s'hi troba una petita taula de fusta amb tres objectes - un flascó acolorit, un vas de cristall i una copa. A part d'aquests pocs mobles, no hi ha res més del quadre que distregui l'espectador de la imatge principal: les dones.
Una de les dues dones és pèl-roja i l'altra castanya. Pel contrast del color, Courbet treballà en les corbes entre les dones. Un collar de preles trencat i una agulla de cabell tirats sobre el llit referencien la naturalesa de l'activitat que acaben de fer.